# حمزه‌لی، کردامیر
حمزه‌لی (به لاتین: Həmzəli) یک منطقه مسکونی در جمهوری آذربایجان است که در شهرستان کردامیر واقع شده است.